# ポリエン系抗真菌薬
ポリエン系抗真菌薬（ポリエンけいこうしんきんやく、英: polyene antimycotic）は、真菌をターゲットとした抗菌性ポリエン化合物である。ポリエン系抗生物質（ポリエンけいこうせいぶっしつ、英: polyene antibiotic）とも呼ばれる。これらのポリエン系抗真菌薬は通常、ストレプトマイセス属 (Streptomyces) のいくつかの種より得られる。これらのポリエンは真菌細胞壁中のエルゴステロールに結合し、細胞壁の漏出を促進することによって真菌を細胞死に導く。アムホテリシンB、ナイスタチンおよびナタマイシン等が、ポリエン系抗真菌薬の例である。
これらの化学構造は、環の一方に複数の共役炭素-炭素二重結合（ポリエン）を、もう一方に複数のヒドロキシ基を含む大員環（環状エステル〔ラクトン〕）である。また、しばしばd-マイコサミン基（アミノグルコシドの一種）を有している。一連の共役二重結合は通常紫外-可視領域の電磁波を強く吸収するため、ポリエン系抗真菌薬はしばしば黄色を呈している。

アムホテリシンBの化学構造。アムホテリシンBは、黄色を示すポリエン系抗真菌薬の例である。交互に位置する二重および単結合を中央に、マイコサミン基を右下に示している。

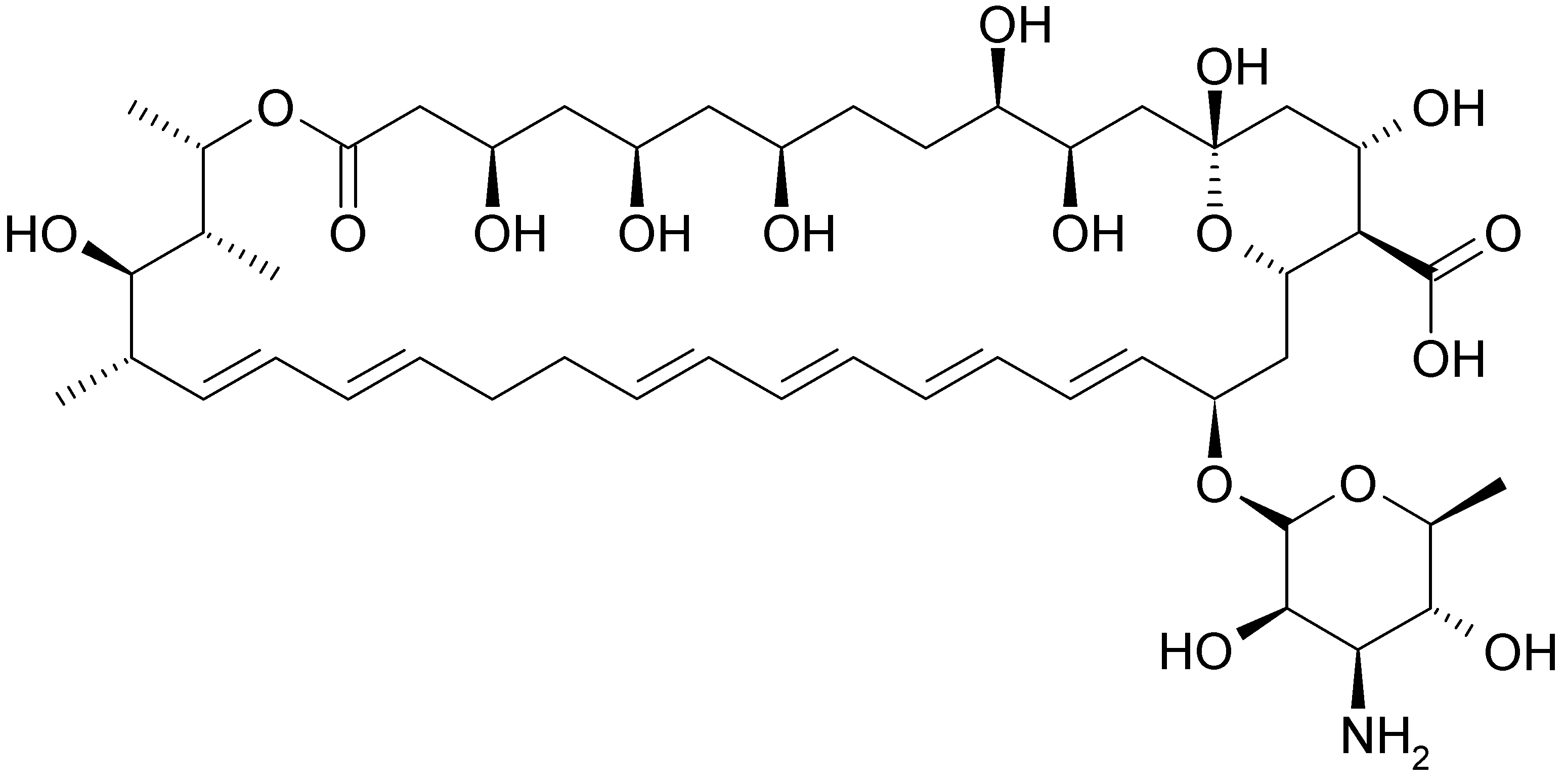
ナイスタチンの化学構造

ナタマイシンの化学構造。ピマリシンpimaricin とも呼ばれる。

## その他のポリエンの例
- リモシジン Rimocidin
- フィリピン
- カンジシン Candicin
- ハマイシン（英語版）
- ペリマイシン